# La Loma, Querétaro Arteaga
La Loma är en ort i Mexiko.   Den ligger i kommunen El Marqués och delstaten Querétaro Arteaga, i den centrala delen av landet, 170 km nordväst om huvudstaden Mexico City. La Loma ligger 1 913 meter över havet och antalet invånare är 1 287.
Terrängen runt La Loma är varierad. Runt La Loma är det ganska tätbefolkat, med 155 invånare per kvadratkilometer. Närmaste större samhälle är Santiago de Querétaro, 15,6 km väster om La Loma. Trakten runt La Loma består till största delen av jordbruksmark.